# Североафриканский слон
Североафриканский, или карфагенский слон (лат. Loxodonta africana pharaohensis или berbericus, hannibali) — возможный подвид саванного слона, существовавший в Северной Африке до полного исчезновения во времена Древнего Рима. Хотя подвид был формально описан, широкого таксономического признания не получил. Ареал простирался к северу от Сахары в горах Атласа, вдоль берега Красного моря и в Нубии.

## Описание
Карфагенские фрески и монеты из Северной Африки свидетельствуют о невысоком росте этих слонов (возможно, около 2,5 м в высоту). Большие уши и выгнутая спина делают их похожими на саванных слонов, размерами североафриканские слоны были ближе к современным лесным слонам (L. cyclotis). Возможно, что североафриканские слоны были более способны к обучению, чем их саванные сородичи, что позволило карфагенянам приручить их.
Обнаружение останков особи североафриканского происхождения могло бы прояснить таксономический статус данной популяции слонов с помощью анализа ДНК.

## История
Наскальная живопись свидетельствует, что 10—12 тыс. лет назад слоны были распространены на большей части Сахары и северной Африки, но климатические изменения заставили их покинуть районы с малым количеством воды.
Египетская династия Птолемеев использовала североафриканских слонов в военных целях. Во II веке до н. э. Полибий (Всеобщая история; 5.83) описал их боевые недостатки в сравнении с более крупными азиатскими слонами, используемыми селевкидскими царями. Сохранившийся птолемейский текст перечисляет три типа боевых слонов: «троглодитский» (вероятно, ливийский), «эфиопский» и «индийский».
Карфаген также использовал североафриканских слонов в качестве боевых слонов в Пунических войнах против Римской республики. Для похода через Альпы в ходе Второй Пунической войны (218—201 гг. до н. э.) Ганнибал собрал 37 карфагенских слонов (правда его личный слон Сур имел сирийское происхождение). Однако во время похода почти все слоны погибли.
Предполагается, что североафриканские слоны вымерли после завоевания Северной Африки Древним Римом (предположительно, до IV века н. э.) из-за чрезмерной охоты на них с целью использования в играх с травлей зверей.